# Claire Huddart
Claire Marie Huddart (Manchester, 22 dicembre 1971) è un'ex nuotatrice britannica.

## Palmarès
- Mondiali in vasca corta:

Hong Kong 1999: oro nella 4x100m stile libero e argento nella 4x200m stile libero.
Atene 2000: oro nella 4x200m stile libero e bronzo nella 4x100m stile libero.